# آلبیون (مین)
البینو، ماین (به انگلیسی: Albion, Maine) یک سکونتگاه مسکونی در ایالات متحده آمریکا است که در ایالت مین واقع شده‌است.

## خصوصیات
البینو ۱۰۲٫۲۰ کیلومترمربع مساحت و ۲٬۰۴۱ نفر جمعیت دارد و ۱۲۳ متر بالاتر از سطح دریا واقع شده‌است.